# Marmite du diable
Pour les articles homonymes, voir Marmite.

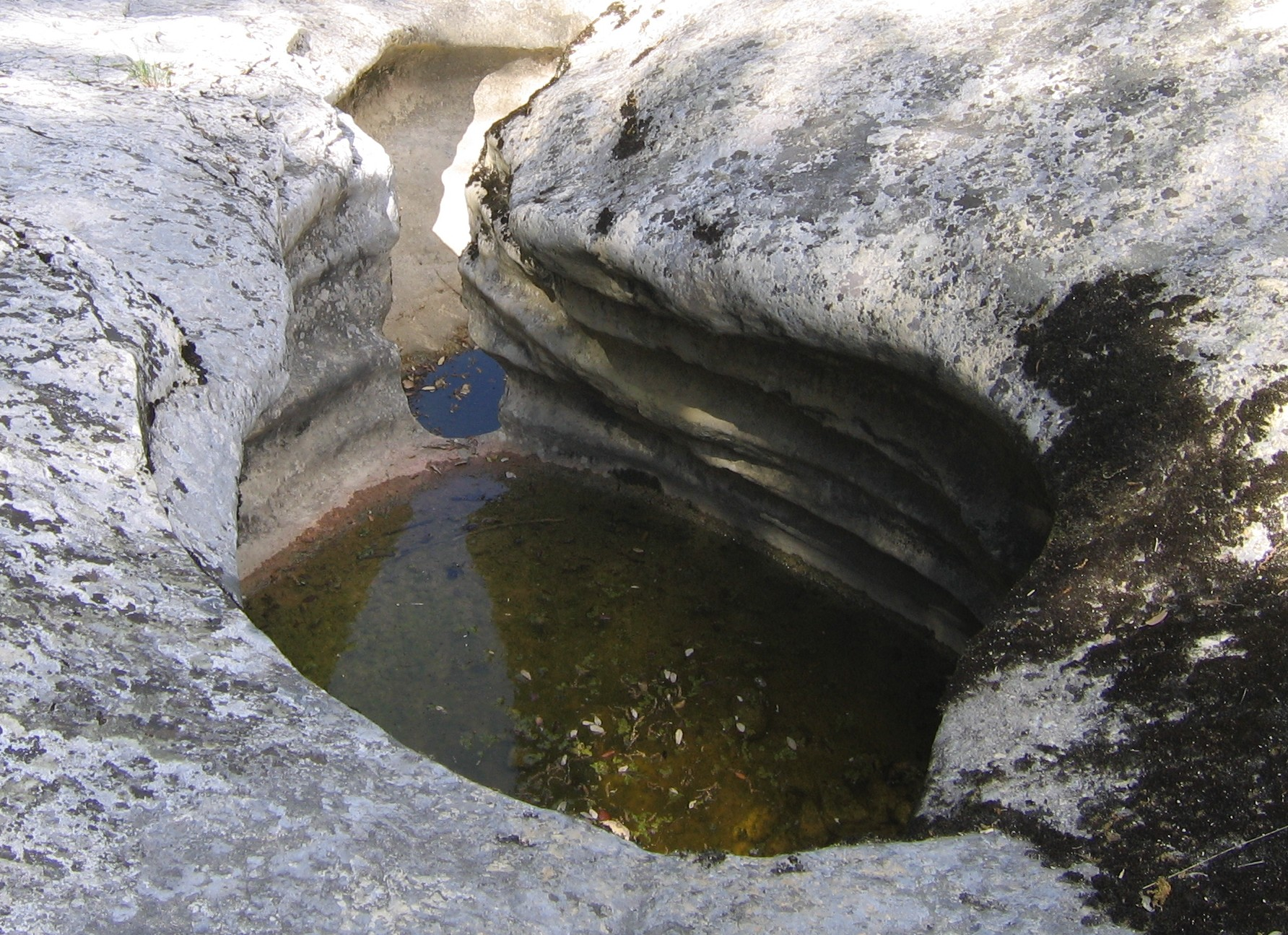
Marmite de géant, Gard (France)

Une marmite du diable, marmite de géant ou marmite glaciaire en Suisse (ou simplement marmite ou chaudron) est une cavité naturelle plus ou moins cylindrique percée dans la roche par d'anciens cours d'eau, généralement torrentueux, drainant des galets ou du gravier, ce qui favorise l'érosion tourbillonnaire (phénomène appelé marmitage). Le même phénomène au niveau des littoraux donne naissance à la marmite d'érosion, microforme apparaissant dans les zones parsemées d'écueils et de brisants, lorsque le régime des vagues et des courants se transforme et passe des mouvements longitudinaux à des mouvements tourbillonnaires irréguliers.
Dans le midi de la France, on utilise plutôt le terme d'origine occitane oule, ou parfois, improprement, gour.

## Formation

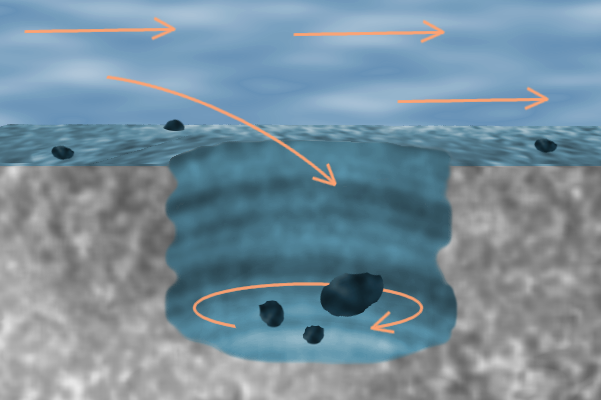
Formation d'une marmite

Les marmites se forment généralement dans des boucliers composés de roches anciennes ayant des résistances variées à l'érosion. Des cours d'eau entraînent les galets les plus durs dans des tourbillons, ce qui élargit et creuse les cavités. Ces galets doivent être au moins aussi durs que le fond du torrent. Le mouvement de rotation creuse, à partir d'une irrégularité de relief initiale, une érosion progressive de la roche en forme de marmite.

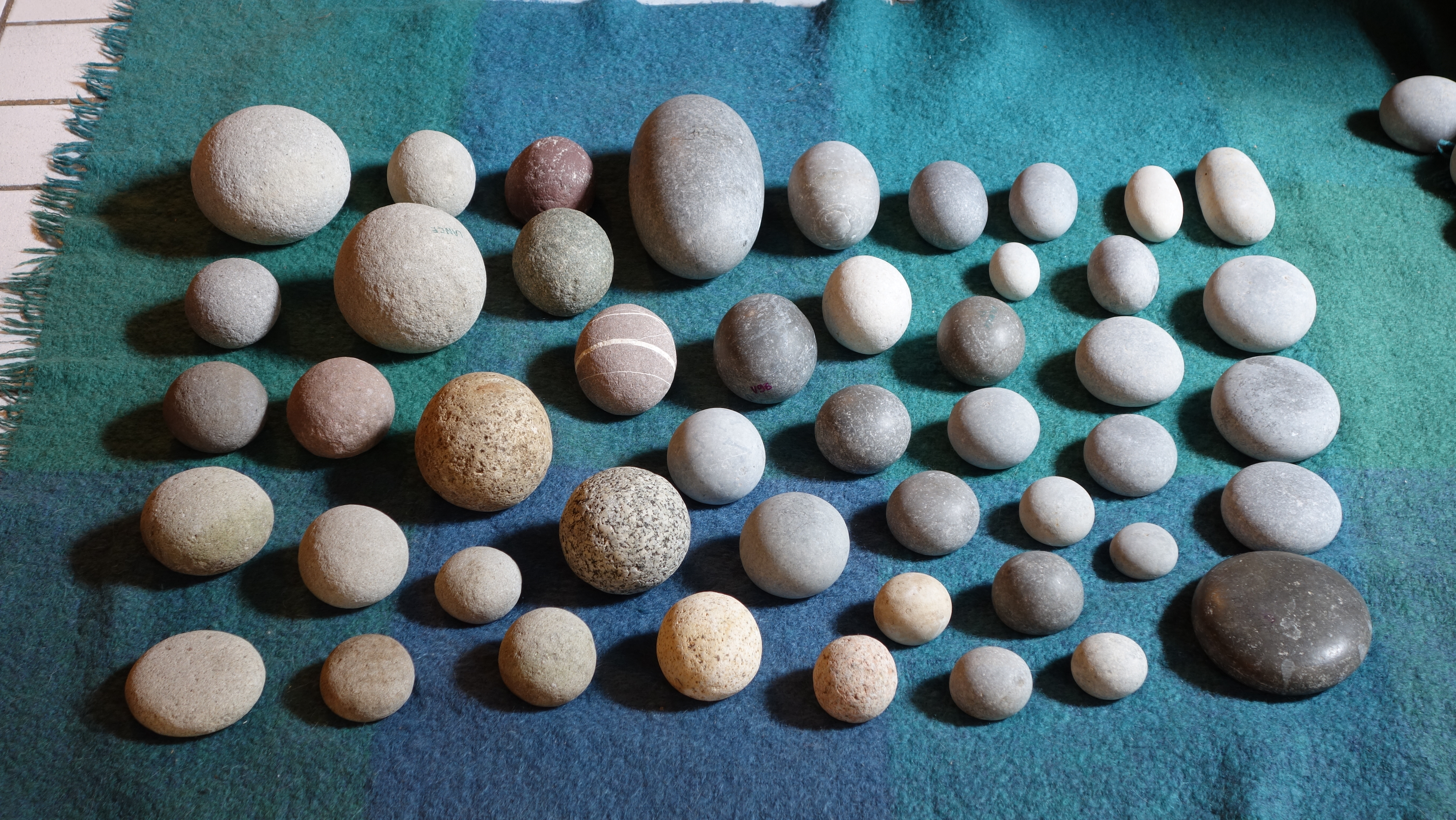
Collection de galets provenant de marmites.

Dans certaines marmites, les galets peuvent rester longtemps et prendre des formes ovoïdes, avec une section circulaire, et parfois former des sphères presque parfaites. Ces galets sont expulsés lors de crues exceptionnelles et se retrouvent en aval dans le lit de la rivière, facilement reconnaissables parmi les autres galets grâce à leurs formes régulières et à leur poli. 
Lorsque le cours d'eau est très incliné, ces marmites peuvent s'étager le long d'une cascade, formant des bassins parfois esthétiques, débordant l'un dans l'autre. Avec la progression de l'érosion, certaines marmites peuvent finalement se percer et se vider partiellement ou totalement selon la taille de l'ouverture et le débit de l'eau.
Une grande marmite à la paroi concave et partiellement remplie d'eau peut constituer un piège mortel pour les adeptes de la descente de rivière ou de canyon.
Les marmites de géant peuvent aussi être formées par un glacier.

## Folklore
Au Québec, où on retrouve de nombreuses et puissantes rivières, les marmites de géants font aussi partie du folklore populaire. Une des plus grandes de la province, au Canyon Sainte-Anne, fait près de 22 mètres de diamètre et est le sujet d'une légende racontée dans la région de la Côte-de-Beaupré, près de Québec. « Les soirs de pleine lune, les géants viennent cuire leur soupe dans la marmite de la rivière Sainte-Anne. Des troncs de bouleaux arrachés à la forêt pour brasser la soupe, sont abandonnés sur les bords de la marmite et témoignent du passage des géants. On peut aussi sentir le fumet de la soupe lorsqu'on emprunte les sentiers le long des berges de la rivière. »
Cette marmite de géant fait partie des merveilles géologiques du Québec.